# Maximiliano García
Maximiliano García (Ciudad de Tlalnepantla, Estado de México; 28 de febrero de 2000) es un futbolista mexicano, juega como Mediocampista y su equipo actual es el Atlante FC de la Liga de Expansión MX.

## Trayectoria
Formación en Cruz Azul y Pachuca
Empezó jugando en la categoría sub-13 del Cruz Azul y en 2015 llegó a las fuerzas básicas del Club de Fútbol Pachuca. Con los tuzos jugó en la categoría sub-15, sub-17, sub-20 y en Tercera División.

### Atlante Fútbol Club
A mediados de 2021 se incorpora al Atlante donde no tuvo actividad en sus primeros 2 torneos, aunque el equipo un campeonato de Liga de expansión y el Campeón de Campeones de la Liga de Expansión de dicho año futbolístico.
En el tercer torneo logró debutar el 4 de septiembre de 2022 al entrar de cambio por Juan Pablo Domínguez en una victoria de su equipo por 0-5 ante Tlaxcala Fútbol Club. Ese fue el único partido del torneo regular en el que tuvo actividad, pero en liguilla jugó en la vuelta de los cuartos de final, ambos partidos de semifinal y en la vuelta de la final, en la cual entró de cambio por Christian Bermúdez y provocó el autogol de Guillermo Allison que les daba la ventaja momentánea por 1-2. El partido acabó 1-3 y el Atlante obtendría el campeonato.